# Reálné číslo
Reálná čísla jsou taková čísla, kterým lze jednoznačně přiřadit body nekonečné přímky (číselné osy) tak, aby tato čísla popisovala „vzdálenost“ od nějakého vybraného bodu (nuly) na takové přímce. Tato nula pak přirozeně dělí reálná čísla na kladná a záporná. Jiný způsob představy reálných čísel jsou desetinné rozvoje, které mohou být konečné i nekonečné. Nejběžnější matematicky přesný způsob definice reálných čísel jsou Dedekindovy řezy.
Reálná čísla tvoří v algebraickém smyslu těleso, což speciálně znamená, že je můžeme sčítat, odčítat, násobit a dělit a s výjimkou dělení nulou nám vždy vyjde nějaké reálné číslo. Dělíme je na racionální (vyjádřitelná zlomkem) a iracionální (ostatní), nebo na algebraická (která můžeme najít jako kořeny mnohočlenu s celočíselnými koeficienty) a transcendentní (ostatní).
Reálná čísla jsou ústřední objekt zkoumání reálné analýzy. Množina všech reálných čísel se označuje R nebo ℝ. Zápis ℝⁿ označuje n-rozměrný vektorový prostor uspořádaných n-tic reálných čísel. Pokud se použije při označení nějakého matematického objektu přívlastek reálný, myslí se tím, že se s tímto objektem pracuje na tělese reálných čísel. Například reálná matice, reálný polynom či reálná Lieova algebra.
Pro každé reálné číslo {\displaystyle a} je definována jeho absolutní hodnota {\displaystyle |a|} jako {\displaystyle a}, pokud je {\displaystyle a} nezáporné a {\displaystyle -a}, pokud je {\displaystyle a} záporné, jejíž geometrický smysl je vzdálenost obrazu čísla od obrazu nuly na číselné ose.

## Historie
Zlomky byly používány Egypťany kolem roku 1000 př. n. l. Okolo roku 500 př. n. l. si řečtí matematici v čele s Pythagorem uvědomili potřebu iracionálních čísel. Záporná čísla byla objevena indickými matematiky okolo roku 600 n. l. a krátce nato znovuobjevena v Číně. V Evropě nebyla obecně přijata do 17. století. Rozvoj kalkulu v 18. století znamenal využívání celé množiny reálných čísel bez jejich přesného zavedení. Rigorózně definoval reálná čísla poprvé Georg Cantor v roce 1871.

## Definice
Axiomaticky mohou být reálná čísla zavedena jako úplně uspořádané těleso v tom smyslu, že každá neprázdná shora omezená podmnožina R má nejmenší horní závoru, tzv. supremum. To se nazývá Dedekindova úplnost.
Další možností konstrukce je zúplnění množiny racionálních čísel v metrice {\displaystyle d(x,y)=|x-y|}.

## Vlastnosti

### Úplnost
Hlavní důvod zavedení množiny reálných čísel a její nejdůležitější vlastnost je úplnost ve smyslu úplného metrického prostoru. Díky této vlastnosti každá reálná cauchyovská posloupnost konverguje, tedy má limitu. Jinými slovy, všechny reálné posloupnosti, jejichž prvky se přibližují libovolně blízko sobě jak posloupnost postupuje, mají limitu v množině reálných čísel.

### Další vlastnosti
Množina reálných čísel je nespočetná, reálných čísel je tedy „mnohem“ více než přirozených čísel, i když obě množiny jsou nekonečné. Kardinalita množiny reálných čísel je dokonce stejná jako kardinalita {\displaystyle 2^{\mathbb {N} }}, množiny všech podmnožin {\displaystyle \mathbb {N} }. Tvrzení, že neexistuje žádná podmnožina reálných čísel s kardinalitou mezi kardinalitami množin přirozených čísel a reálných čísel je známé jako hypotéza kontinua. Za předpokladů bezespornosti běžně používané Zermelo-Fraenklovy teorie množin nemůže být tato hypotéza dokázána ani vyvrácena uvnitř této teorie.
Množina reálných čísel tvoří metrický prostor, kde vzdálenost (metrika) mezi x a y je definovaná pomocí absolutní hodnoty rozdílu těchto dvou čísel. Tento prostor je souvislý i jednoduše souvislý, lokálně kompaktní a separabilní. Není však kompaktní.
Jako těleso má {\displaystyle \mathbb {R} } jediný automorfismus a to identitu (znamená to například, že kladnost a zápornost jsou vlastnosti vnitřně definované samotnou strukturou tělesa).

## Zobecnění a rozšíření
Nejpřirozenějším rozšířením jsou komplexní čísla, která obsahují řešení všech algebraických rovnic (tvoří algebraický uzávěr). Těleso komplexních čísel však nelze přirozeným způsobem uspořádat.
Nadtělesem reálných čísel je i těleso kvaternionů, které ale není komutativní. Podobně se dají zkonstruovat oktoniony, sedeniony a další normované reálné algebry dimenze {\displaystyle 2^{n}} Cayley-Dicksonovým procesem.
Samoadjungované (hermitovské) operátory na Hilbertových prostorech zobecňují reálná čísla v mnoha ohledech: mohou být uspořádány (i když ne totálně), jsou úplné, všechna jejich vlastní čísla jsou reálná čísla a tvoří reálnou asociativní algebru. Positivně definitní operátory odpovídají kladným číslům a normální operátory komplexním číslům.
Nadreálná čísla rozšiřují reálná čísla mimo jiné o nekonečné ordinály a infinitezimální veličiny.